# 阔斯特克镇
阔斯特克镇，是中华人民共和国新疆维吾尔自治区阿勒泰地区布尔津县下辖的一个乡镇级行政单位。

## 沿革
阔斯特克镇地处阿尔泰山南麓，额尔齐斯河北岸，与阿勒泰阿拉哈克镇、布尔津县杜来提乡接壤。全镇主要民族有汉族、哈萨克族、回族等组成，乡政府驻地阔斯特克村。阔斯特克系哈萨克语中的“简易毡房”。1952年，属阿勒泰第二区。1956年，建立公私合营牧场，隶杜来提直属乡。1965年，划出成立地方国营第二牧场，1980年改称阔斯特克牧场。1984年，撤社建乡时改建为阔斯特克乡。2016年7月13日，新疆维吾尔自治区人民政府批复同意撤销阔斯特克乡建制，设立阔斯特克镇。

## 行政区划
阔斯特克镇下辖以下地区：
阔斯特克村、克孜勒乌英克村、阿克铁热克村、结特阿尕什村、阔克达拉村、阔斯托干村、喀拉墩村、萨尔库木村和吉迭勒村。